# Великие Каленичи
Великие Каленичи (укр. Великі Каленичі) — село в Шепетовском районе Хмельницкой области Украины.
Население по переписи 2001 года составляло 316 человек. Почтовый индекс — 30521. Телефонный код — 3843. Занимает площадь 0,902 км².

## Местная власть
30501, Хмельницкая обл., Полонский р-н, г. Полонное, ул. Леси Украинки, 114